# Julius Häntzsche
Julius Cäsar Häntzsche, auch Julius Caesar Haentzsche, (* 15. Juni 1824 in Dresden; † 17. September 1901) war ein deutscher Mediziner und Wissenschaftler.

## Leben
Nach dem Schul- und Gymnasiumsbesuch sowie den erfolgreichen Promotionen an der Universität Leipzig zum Dr. med. und Dr. phil. in den Jahren 1848 und 1850 wurde Julius Häntzsche Mitglied des Vereins für Erdkunde, der Gesellschaft für Natur- und Heilkunde, der Naturforschenden Gesellschaft Isis und des Gewerbevereins in Dresden, sowie der Deutschen Morgenländischen Gesellschaft in Leipzig und Halle (Saale).
Er hielt sich zehn Jahre in der Türkei und in Persien auf, teilweise gemeinsam mit dem Staatsrat Dr. Dorn. Dabei gehörte er zu den wenigen Europäern, die damals die unwegsamen Gebirgsregionen dieser Länder bereisten und wissenschaftlich erkundeten. Für diese Verdienste wurden ihm nach seiner Rückkehr mehrere Ehrungen zuteil.
Nach seinem Auslandsaufenthalt ließ er sich dauerhaft in seiner Geburtsstadt Dresden als praktischer Arzt nieder und war gleichzeitig freischaffend als Wissenschaftler tätig, wobei er sich besonders auf Berichte aus Persien spezialisierte und unzählige Aufsätze in Zeitungen und Zeitschriften darüber veröffentlichte und öffentliche Vorträge in Dresden und Umgebung hielt. Für besondere überregionale Aufmerksamkeit sorgte zum Beispiel 1865 sein Bericht Ein Tag im Harem in der im deutschsprachigen Raum vertriebenen illustrierten Zeitschrift Die Gartenlaube.

### Werke (Auswahl)
- Der Aufstand in Rescht im Jahre 1865. Eingesandt von D(orn). In: Zeitschrift der Deutschen Morgenländischen Gesellschaft, Band 12, 1858, S. 309–314.
- Beiträge zur Geographie und Alterthumskunde Nordpersiens. In: Zeitschrift der Deutschen Morgenländischen Gesellschaft, Band 16, Nr. 3, 1862, S. 525–532 (JSTOR:43365172)
- Talysch. Eine geographische Skizze. G. Schönfeld’s Buchhandlung (C. A. Werner), Dresden 1867. Als Nachdruck der Originalausgabe 2017 bei Hansebooks, ISBN 978-3-7446-3930-9
- Die Entstehung des ausschließlichen Wahlrechtes des Domcapitels zu Hildesheim. In: Archiv für katholisches Kirchenrecht, 71, 1894, S. 3–20.

## Ehrungen
Er war Ritter des Kaiserlich Russischen Sankt-Stanislaus-Ordens, Komtur des Persischen Sonnen- und Löwenordens sowie Inhaber des Königlich Sächsischen Erinnerungs-Kreuzes 1870/71 und der Deutschen Kriegsdenkmünze von 1870/71.